# Willi Narloch

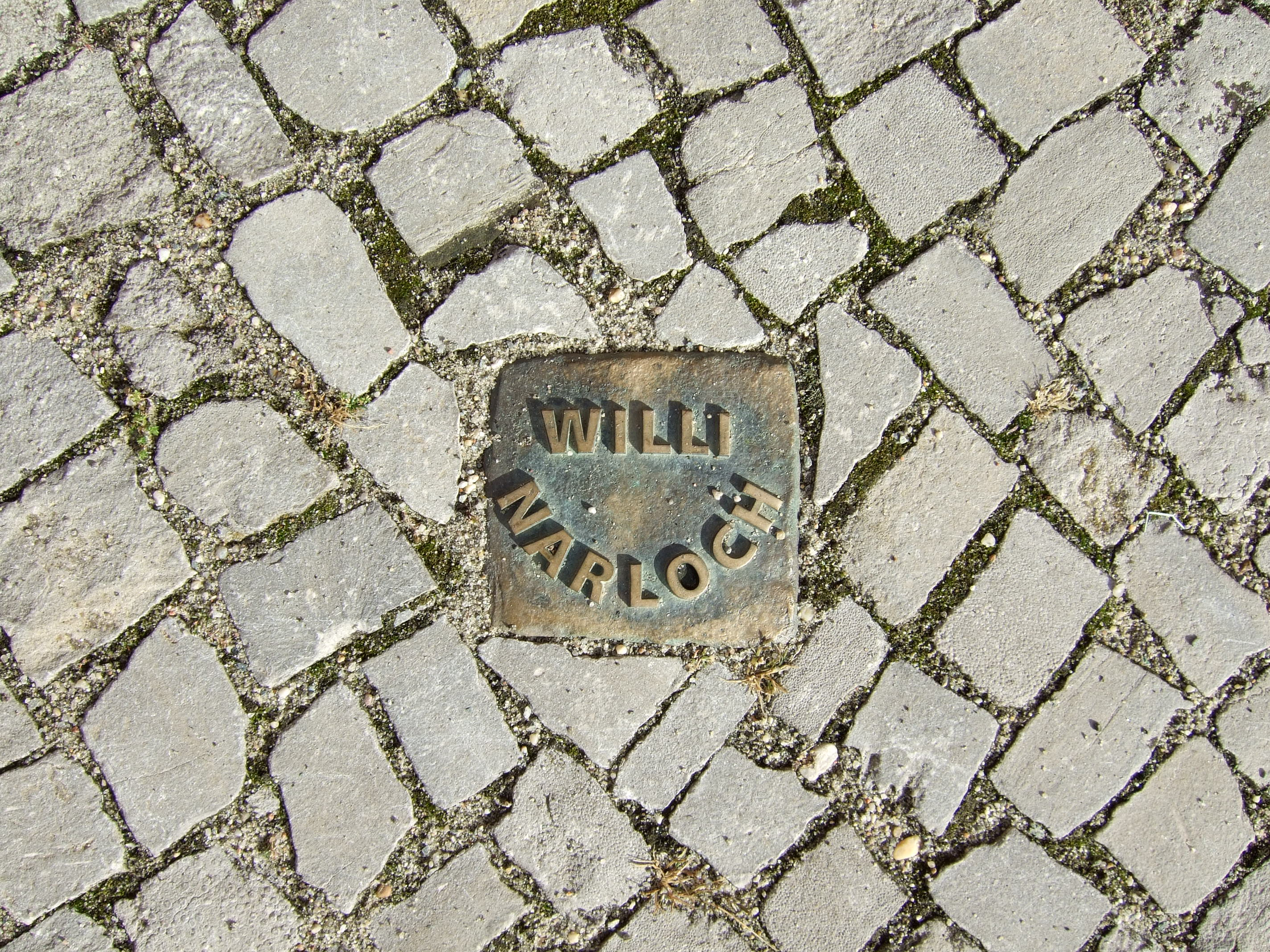
Gedenkstein vor dem Stadttheater Luckenwalde, dem ehemaligen Kurmärkischen Landestheater

Willi Paul Narloch (* 18. Juli 1910 in Berlin; † 18. April 1973 ebenda) war ein deutscher Schauspieler und Regisseur.

## Leben
Willi Narloch begann als Schauspieler auf verschiedenen Bühnen. Er nahm Unterricht bei Leopold Jessner, dem Intendanten und Regisseur am Schauspielhaus Berlin, ehe er von 1933 bis 1940 als Schauspieler und Oberspielleiter am Landestheater in Brandenburg wirkte.
Nach den Deutschen Bühnenjahrbüchern (Jahrgänge 1937, 1938 und 1939) war er konkret Oberspielleiter am gerade neu gegründeten I. Kurmärkischen Landestheater in Luckenwalde. Das Ensemble machte so genannte Abstecher – Vorführungen in ganz Brandenburg. Als Heimstätte bespielten die Künstler eine ursprüngliche Schulaula, die seit Beginn an technisch als Theater konzipiert war, nur baulich nicht von Anfang an eine Genehmigung erhalten hatte. Seit 1952 ist die Einrichtung im Stil eines Denkmals der Moderne ein anerkanntes Gastspielhaus, wenn auch ohne eigenes festes Ensemble.
Nach dem Zweiten Weltkrieg arbeitete er zunächst bis 1952 als Theaterschauspieler am Maxim-Gorki-Theater, ehe er ein Theaterengagement an der Volksbühne Berlin erhielt. Parallel zu seiner Schauspieltätigkeit am Theater wirkte er als Darsteller bei Film- und Fernsehproduktionen der DEFA und des Deutschen Fernsehfunks (DFF) mit. Seine wohl bekannteste Filmrolle ist die Verkörperung von Vater und Großvater Dolle in der Fernsehserie Dolles Familienalbum, in der auch sein Sohn Michael Narloch mitspielte.

## Filmografie (Auswahl)
- 1949: Unser täglich Brot
- 1949: Die blauen Schwerter
- 1951: Die letzte Heuer
- 1951: Die Meere rufen
- 1952: Das verurteilte Dorf
- 1953: Das Stacheltier: Ein Theaterabend
- 1954: Das Stacheltier: Freie Marktwirtschaft
- 1956: Der Hauptmann von Köln – Kriminalbeamter
- 1957: Das Stacheltier: Das Gesellschaftsspiel – Eine unglaubliche Geschichte oder?
- 1958: Der Hektarjäger (Fernsehfilm)
- 1959: Spuk in Villa Sonnenschein (Fernsehfilm)
- 1960: Was wäre, wenn …?
- 1960: Das Stacheltier: Die Trickbetrügerin
- 1960: Das krumme Gewerbe (Fernsehfilm)
- 1960: Gelegenheit macht Liebe (Fernsehfilm)
- 1960: Weekend im Paradies (Fernsehfilm)
- 1961: Der Arzt von Bothenow
- 1961: Guten Tag, lieber Tag
- 1961: Vielgeliebtes Sternchen (Fernsehfilm)
- 1962: Das Stacheltier: Ein gemütlicher Abend
- 1962: Das Stacheltier: Mann ist Mann – Ferdinand, Mitglied einer Frauenbrigade
- 1963: Wenn Du denkst der Mond geht unter (Fernsehfilm)
- 1964: Wenn Du denkst, Du hast’n (Fernsehfilm)
- 1965: Eisenjustavs dollste Fuhre (Fernsehfilm)
- 1965: Die Mutter und das Schweigen (Fernsehfilm)
- 1965: Das Kaninchen bin ich
- 1966: Spielplatz
- 1967: Ein Lord am Alexanderplatz
- 1967: Meine Freundin Sybille
- 1967: Brennende Ruhr (Fernsehfilm)
- 1969: Brabanter Hühner (Fernsehfilm)
- 1969: Tolle Tage (Fernsehfilm)
- 1969–71: Dolles Familienalbum (Fernsehserie)
- 1970: Unter den Linden – Geschichte und Geschichten (Fernsehfilm)
- 1972: Ein Kugelblitz aus Eberswalde (Fernsehfilm)

## Theater
- 1951: Boris Lawrenjow Die Stimme Amerikas (Komiteemitglied) – Regie: Otto Dierichs (Haus der Kultur der Sowjetunion – Neue Bühne Berlin)
- 1952: Miroslav Stehlik nach A. S. Makarenkow: Der Weg ins Leben (Leiter der Kolonie) – Regie: Werner Schulz-Wittan/Achim Hübner (Maxim-Gorki-Theater Berlin)
- 1953: Ion Luca Caragiale: Der verlorene Liebesbrief (Catavencu) – Regie: Hans-Robert Bortfeldt (Maxim-Gorki-Theater Berlin)
- 1953: Julius Hay: Energie (Morton) – Regie: Otto Lang (Maxim-Gorki-Theater Berlin)
- 1954: William Shakespeare: Die Komödie der Irrungen (Dr. Zwik) – Regie: Hans-Robert Bortfeldt (Maxim-Gorki-Theater Berlin)
- 1954: Maxim Gorki: Dostigajew und andere (Bürgermeister) – Regie: Maxim Vallentin (Maxim-Gorki-Theater Berlin)
- 1955: Autorenkollektiv: Aller Unfug ist schwer – Regie: Joachim Gürtner (Palast-Brettl im Friedrichstadt-Palast Berlin)
- 1955: Friedrich Schiller: Die Räuber (Pater) – Regie: Maxim Vallentin (Maxim-Gorki-Theater Berlin)
- 1955: Friedrich Wolf: Das Schiff auf der Donau (Andreas Grundhuber) – Regie: Maxim Vallentin (Maxim-Gorki-Theater Berlin)
- 1956: Johannes R. Becher: Der Weg nach Füssen (Nazi) – Regie: Maxim Vallentin (Maxim-Gorki-Theater Berlin)
- 1956: George Bernard Shaw: Die Häuser des Herrn Sartorius (Lickcheese) – Regie: Erich-Alexander Winds (Maxim-Gorki-Theater Berlin)
- 1956: Josef Kajetán Tyl: Das starrsinnige Weib (Scherenschleifer Wetzstein) – Regie: Karel Palous (Maxim-Gorki-Theater Berlin)
- 1956: Oleksandr Kornijtschuk: Vertrauen – Regie: Maxim Vallentin (Maxim-Gorki-Theater Berlin)
- 1957: Miroslav Stehlik: Bauernliebe – Regie: Werner Schulz-Wittan (Maxim-Gorki-Theater Berlin)
- 1958: Heiner Müller/Inge Müller: Die Korrektur (Franz K.) – Regie: Hans Dieter Mäde (Maxim-Gorki-Theater)
- 1958: Heiner Müller/Inge Müller: Der Lohndrücker (Zemke) – Regie: Hans Dieter Mäde (Maxim-Gorki-Theater)
- 1959: Alexander N. Ostrowski: Diebe Und Liebe (Knecht Shut) – Regie: Werner Schulz-Wittan (Maxim-Gorki-Theater Berlin)
- 1959: Maxim Gorki: Feinde (Michail Skrobotow) – Regie: Hans Dieter Mäde (Maxim-Gorki-Theater Berlin)
- 1960: Friedrich Schiller: Die Räuber (Pater) – Regie: Maxim Vallentin/Hans Dieter Mäde (Maxim-Gorki-Theater Berlin)
- 1961: Heinrich von Kleist: Der zerbrochne Krug (Schreiber Licht) – Regie: Maxim Vallentin (Maxim-Gorki-Theater Berlin)
- 1961: Ewan MacColl: Unternehmen Ölzweig (Soldat) – Regie: Horst Schönemann (Maxim-Gorki-Theater Berlin)
- 1961: Maxim Gorki: Nachtasyl  (Herbergswirt) – Regie: Maxim Vallentin (Maxim-Gorki-Theater Berlin)
- 1961: Ewan MacColl: Rummelplatz – Regie: Hans Dieter Mäde (Maxim-Gorki-Theater Berlin)
- 1964: Claus Hammel (Nach Theodor Fontane) : Frau Jenny Treibel (Leutnant Vogelsang) – Regie: Horst Schönemann (Maxim-Gorki-Theater Berlin)
- 1964: Robert Planchon nach Alexandre Dumas der Ältere: Die drei Musketiere (20 Rollen) – Regie: Rudolf Vedral (Volksbühne Berlin)
- 1965: Brendan Behan: Die Geisel (Pat) – Regie: Horst Schönemann (Maxim-Gorki-Theater Berlin)
- 1968: Horst Kleinadam: Von Riesen und Menschen (Großvater) – Regie: Karl Gassauer (Volksbühne Berlin)
- 1969: William Shakespeare: Troilus und Cressida (Nestor) – Regie: Hannes Fischer (Volksbühne Berlin)
- 1970: Bertolt Brecht: Der gute Mensch von Sezuan (Wasserverkäufer) – Regie: Benno Besson (Volksbühne Berlin)
- 1973: Mittelalterliches Jahrmarktstück: Vom Furz (Advokat) – Regie: Brigitte Soubeyran (Volksbühne Berlin – Linkes Seitenfoyer)

## Hörspiele
- 1951: Friedrich Karl Kaul: Funkhaus Masurenalle (Karl Weber) – Regie: Gottfried Herrmann (Berliner Rundfunk)
- 1953: Friedrich Wolf: Krassin rettet Italia – Regie: Joachim Witte (Hörspiel – Berliner Rundfunk)
- 1954: Berta Waterstradt: Besondere Kennzeichen: Keine – Regie: Ingrid Fröhlich (Rundfunk der DDR)
- 1956: Wolfgang Weyrauch: Die japanischen Fischer (Käufer) – Regie: Hans Goguel (Hörspiel – Rundfunk der DDR)
- 1956: Herbert Burgmüller/Manfred Schäffer: Sein Lied war deutsch (Blum) – Regie: Hans Busse (Hörspiel – Rundfunk der DDR)
- 1958: Wera Küchenmeister/Claus Küchenmeister: Damals achtzehn – neunzehn (Vater) – Regie: Helmut Hellstorff (Dokumentarhörspiel – Rundfunk der DDR)
- 1959: Kasper Germann: Ferien mit Ebbo (Max Klingert, LPG-Vorsitzender) – Regie: Theodor Popp (Hörspiel – Rundfunk der DDR)
- 1960: Jiri Melisek: Eine Bärenjagd (Vaclav Ryba) – Regie: Werner Wieland (Hörspiel – Rundfunk der DDR)
- 1960: Anna und Friedrich Schlotterbeck: An der Fernverkehrsstraße 106 (Franz Slomski) – Regie: Theodor Popp (Rundfunk der DDR)
- 1961: Ludovit Fil'an: Und es werde Licht … (Vinco Petras) – Regie: Hans Knötzsch (Hörspiel (2. Preis im internationalen Hörspielwettbewerb) – Rundfunk der DDR)
- 1960: Bernhard Seeger: Paradies im Krähenwinkel – Regie: Helmut Hellstorff (Rundfunk der DDR)
- 1960: Joachim Goll: Ein Arzt unterwegs (Klonzicke, Baggerführer) – Regie: Helmut Hellstorff (Hörspiel – Rundfunk der DDR)
- 1960: Rosel Willers: Gelegenheit macht Liebe (Paul Heim) – Regie: Werner Wieland (Hörspiel – Rundfunk der DDR)
- 1960: Käte Seelig: Liebe, Tratsch und Treppensteigen (Herr Schickedanz) – Regie: Detlev Witte (Hörspiel – Rundfunk der DDR)
- 1960: Wolfgang Beck/Walter Karl Schweickert: Erich währt am längsten (Franz) – Regie: Wolfgang Brunecker (Hörspiel – Rundfunk der DDR)
- 1960: Rolf Schneider: Affären – Regie: Werner Stewe (Hörspiel – Rundfunk der DDR)
- 1961: Clifford Odets: Wo ist Lefty – Regie: Fritz-Ernst Fechner (Hörspiel – Rundfunk der DDR)
- 1961: Bernhard Seeger: Unterm Wind der Jahre (Helfert) – Regie: Theodor Popp (Hörspiel – Rundfunk der DDR)
- 1961: Horst Girra: Feuersalamander (Burmeister) – Regie: Detlev Witte (Hörspiel – Rundfunk der DDR)
- 1961: Ferenc Taar: Die Schlacht in der Veréb-Gasse (Gabor Csuka) – Regie: Helmut Hellstorff (Hörspiel – Rundfunk der DDR)
- 1961: Klaus Glowalla: Mordprozeß Consolini – Regie: Fritz-Ernst Fechner (Hörspiel – Rundfunk der DDR)
- 1962: Rolf Schneider: Jupiter-Sinfonie – Regie: Fritz-Ernst Fechner (Hörspiel – Rundfunk der DDR)
- 1963: Bernhard Seeger: Rauhreif – Regie: Theodor Popp (Rundfunk der DDR)
- 1963: Joachim Wohlgemuth: Der Schweine-Wilhelm – Regie: Werner Grunow (Rundfunk der DDR)
- 1963: Alfred Döblin: Berlin Alexanderplatz – Regie: Hans Knötzsch (Hörspiel – Rundfunk der DDR)
- 1964: Georg W. Pijet: Mietskaserne – Regie: Fritz-Ernst Fechner (Hörspiel – Rundfunk der DDR)
- 1967: Eberhard Fensch: Spätschicht – Regie: Helmut Hellstorff (Hörspiel – Rundfunk der DDR)
- 1967: Joachim Goll: Bankivahühner (Otto Keller) – Regie: Werner Grunow (Hörspiel-Schwank – Rundfunk der DDR)
- 1968: Zyonimir Bajsic: Die Freunde – Regie: Zyonimir Bajsic (Rundfunk der DDR)
- 1969: Ralph Knebel: Rücksicht auf einen Brigadier (Franz) – Regie: Edgar Kaufmann (Hörspiel – Rundfunk der DDR)
- 1969: Fritz Selbmann: Ein weiter Weg (Eishoff) – Regie: Fritz-Ernst Fechner (Hörspiel (8 Teile) – Rundfunk der DDR)
- 1969: Will Lipatow: Der Dorfdetektiv (Fjodor Iwanowitsch Aniskin) – Regie: Werner Grunow (Hörspiel – Rundfunk der DDR)
- 1970: Emil Manow: Der Mandelzweig (Fischer) – Regie: Helmut Hellstorff (Hörspiel – Rundfunk der DDR)
- 1971: Heinrich Mann: Die Jugend des Königs Henri Quatre – Regie: Fritz Göhler  (Hörspiel – Rundfunk der DDR)
- 1972: Kai Himmelstrup: The Dandelions (Hausmeister) – Regie: Helmut Hellstorff (Hörspiel (2 Teile) – Rundfunk der DDR)